# Edward Battell
Edward Battell foi um ciclista britânico que competiu em três provas nos Jogos Olímpicos de 1896, em Atena, onde conquistou a medalha de bronze no individual.